# Retslære
Retslære er en juridisk disciplin, der omhandler de almene spørgsmål om det retslige. Heriblandt hører retssystemets væsen, mere retsfilosofiske problemer som rettens grænseområder og almindelige problemstillinger som retskilder.